# Marc Jurt
Marc Jurt (né à Neuchâtel le 8 février 1955 et mort à Neuchâtel le 15 mai 2006) est un dessinateur et graveur suisse. 

## Biographie
Il étudie à l'école des beaux-arts de Genève entre 1974 et 1978. Il vit et travaille à Genève et en Haute-Savoie, tout en enseignant le dessin et la gravure au collège de Genève.
Il est présent dans de nombreuses collections publiques et privées en Suisse et partout dans le monde, dans quelque 140 expositions personnelles et collectives, et lauréat de plusieurs bourses. Deux monographies, dont le catalogue raisonné de l'œuvre gravé, et dix catalogues ont été publiés à ce jour sur le travail de l'artiste.